# Kap Lindsey
Kap Lindsey ist ein Kap am westlichen Ende von Elephant Island im Archipel der Südlichen Shetlandinseln. Es markiert die nördliche Begrenzung der Rodman Cove.
Der Name des Kaps erscheint erstmals auf einer Landkarte aus dem Jahr 1822, die auf den Kartierungen des britischen Robbenfängerkapitäns George Powell basiert. Der weitere Benennungshintergrund ist nicht überliefert.